# 4018-as busz
A 4018-as jelzésű autóbuszvonal egy Szentistvánról Egerbe közlekedő helyközi járat, amelyet a Volánbusz Zrt. üzemeltet tanítási napokon egyszer, Mezőkövesden keresztül.

## Útvonala
Szentistván piactértől indul. A Kossuth utcán jut el a 3303-as mellékútra, majd az autóbusz-váróterem és a Széchenyi utca 67. után elhagyja a települést. Az M3-as autópálya keresztezését követően Mezőkövesdre ér, melyet a Váci Mihály úton fog elhagyni a 3-as főút irányába, pontosabban Andornaktálya felé. 11 kilométer múlva a községbe ér, aztán Egert a Kistályai út felől közelíti meg. 5 kilométeren belül a megyeszékhely autóbusz állomására ér az egyetlen iskolásjárat.

## Közlekedése
| Indulási helyszín    | Érkezési helyszín      | Indításszáma | Közlekedése      |
| -------------------- | ---------------------- | ------------ | ---------------- |
| Szentistván, piactér | Eger, autóbusz-állomás | 1 oda        | tanítási napokon |

## Megállóhelyei
| 0  | Szentistván, kultúrház végállomás    | 0.0 km  | 4017, 4019 |
| 1  | Szentistván, autóbusz-váróterem      | 0.6 km  | 4017, 4019 |
| 2  | Szentistván, Széchenyi utca 67.      | 1.3 km  | 4017, 4019 |
| 3  | Szentistván úti laktanya             | 3.5 km  | 4017, 4019 |
| 4  | Mezőkövesd, felső vasúti megállóhely | 6.8 km  | 3 4017, 4019 Mezőkövesd felső [80.] |
| 5  | Mezőkövesd, Dózsa György utca 36.    | 7.6 km  | 3 4017, 4019 |
| 6  | Mezőkövesd, gimnázium                | 8.2 km  | 1, 2, 2B, 3 1050, 1375, 1376, 1377, 1380, 1381 3416, 3746, 3749, 4001, 4006, 4007, 4008, 4009, 4013, 4017, 4019, 4021, 4022, 4023, 4026, 4030 |
| 7  | Mezőkövesd, Szent László tér         | 8.7 km  | 1, 2, 2B, 3 1050, 1377, 1380, 1381 3416, 3746, 3749, 4001, 4006, 4007, 4008, 4009, 4013, 4017, 4019, 4021, 4022, 4023, 4026, 4030 |
| 8  | Mezőkövesd, Mátyás király út         | 9.0 km  | 1, 2, 2B, 3 1050, 1375, 1376, 1377, 1380, 1381 3416, 3746, 3749, 4001, 4006, 4007, 4008, 4009, 4013, 4017, 4019, 4021, 4022, 4023, 4026, 4030 |
| 9  | Mezőkövesd, Váci Mihály utca         | 10.3 km | 1, 2 1050, 1344, 1380, 1381, 1426, 1427, 1428, 1447, 1468 3406, 3419, 4011, 4015, 4021, 4022, 4157 |
| 10 | Andornaktálya, szociális otthon      | 21.7 km | 1343, 1344, 1346, 1380, 1381, 1426, 1427, 1428, 1447, 1468 3405, 3414, 3423, 3424, 3426, 3431, 3435, 3436, 4014, 4015, 4021, 4157 |
| 11 | Andornaktálya, községháza            | 23.1 km | 1344, 1381, 1426, 1427, 1428 3405, 3414, 3423, 3424, 3426, 3431, 3435, 3436, 4014, 4015, 4021, 4157 |
| 12 | Andornaktálya, iskola                | 24.1 km | 1343, 1344, 1346, 1380, 1381, 1426, 1427, 1428, 1447, 1468 3405, 3414, 3423, 3424, 3426, 3431, 3435, 3436, 4014, 4015, 4021, 4157 |
| 13 | Eger, Kistályai út                   | 25.3 km | 1344, 1380, 1381, 1426, 1427, 1428, 1447, 1468 3405, 3414, 3423, 3424, 3426, 3431, 3435, 3436, 4014, 4015, 4021, 4157 |
| 14 | Eger, Erzsébet-völgy                 | 26.1 km | 4, 5 1381, 1426, 1427, 1428 3405, 3424, 3426, 3431, 3435, 4014, 4015, 4021 |
| 15 | Eger, ZF Hungária Kft.               | 27.3 km | 4, 5 1343, 1344, 1346, 1380, 1381, 1426, 1427, 1428, 1447, 1468 3405, 3424, 3426, 3431, 3435, 4014, 4015, 4021, 4022 |
| 16 | Eger, Hadnagy utca                   | 28.7 km | 2, 2A, 3A, 4, 5, 5A, 6, 16, 914 1343, 1344, 1346, 1380, 1381, 1426, 1427, 1428, 1447, 1468 3405, 3406, 3419, 3420, 3424, 3426, 3431, 3435, 4014, 4015, 4021, 4022 |
| 17 | Eger, színház                        | 30.0 km | 2, 2A, 7, 7A, 11, 12, 14, 14E, 17, 112 1053, 1054, 1343, 1344, 1346, 1348, 1362, 1380, 1381, 1426, 1427, 1428, 1447, 1468, 1517 3402, 3408, 3410, 3411, 3414, 3419, 3420, 3423, 3424, 3426, 3430, 3431, 3433, 3434, 3435, 3436, 3440, 3441, 3442, 3443, 3444, 3445, 3448, 3667, 4011, 4014, 4015, 4021, 4022, 4157 |
| 18 | Eger, autóbusz-állomás végállomás    | 30.7 km | 2, 2A, 4, 5, 5A, 6, 7, 7A, 11, 12, 14, 14E, 16, 17, 112, 914 1049, 1050, 1051, 1053, 1054, 1343, 1344, 1346, 1347, 1348, 1349, 1351, 1352, 1362, 1380, 1383, 1426, 1427, 1428, 1447, 1466, 1468, 1517 3400, 3402, 3403, 3405, 3406, 3407, 3408, 3409, 3410, 3411, 3412, 3414, 3415, 3416, 3417, 3418, 3419, 3420, 3423, 3424, 3426, 3430, 3431, 3432, 3433, 3434, 3435, 3440, 3441, 3442, 3443, 3444, 3445, 3446, 3448, 3450, 3455, 3456, 3457, 3458, 3462, 3469, 3470, 3471, 3472, 3473, 3474, 3476, 3479, 3480, 3481, 3482, 3483, 3484, 3488, 3604, 3660, 3667, 4012, 4014, 4015, 4157 |